# チャールズ・ブラウン・ジュニア
チャールズ・クイントン・ブラウン・ジュニア（Charles Quinton Brown Jr.、1962年 - ）は、アメリカ合衆国の空軍軍人。2023年から2025年までアメリカ軍制服組トップである統合参謀本部議長（第21代）を務めた。階級は空軍大将。第22代空軍参謀総長を務め、これはアフリカ系アメリカ人を含めて有色人種としては初であった。

## 来歴
テキサス州サンアントニオ出身。テキサス工科大学予備役将校訓練課程（ROTC）卒業。エンブリー・リドル航空大学修士。入隊は1984年で、戦闘機パイロットやアメリカ中央軍副司令官、アメリカ太平洋空軍司令官などを務めた。2016年から空軍参謀総長を務めていたデビッド・L・ゴールドファイン空軍大将の後任として、2020年8月6日にアンドルーズ空軍基地で行われた式典で就任した。
統合参謀本部議長として、2023年9月末に任期が終わるマーク・ミリーの後継として指名することをジョー・バイデン大統領が同年5月25日に発表した。バイデン大統領は軍事戦略や軍事分野の革新のリーダーとしての助言に期待すると起用の理由を説明した。空軍参謀総長就任後、アメリカの軍事的優位性や地政学的地位に対する中華人民共和国などによる挑戦について警告した文書『変化を加速させなければ敗北する』を著わしたことが評価された。
2025年2月21日、ドナルド・トランプ大統領がブラウンの解任を発表した。トランプは、バイデン前政権が進めた少数派に配慮する「多様性・公平性・包括性（DEI）」の取り組みが軍を弱体化させたと批判してきた。トランプの支持者の間ではブラウンがDEIを推進してきたとして、解任すべきだとする声が出ていた。トランプはSNSで、ブラウンを「傑出したリーダー」とたたえたが、更迭の理由は説明せず、「米国第一主義に向け、軍を再建する」と述べるにとどめた。この人事に関しては、民主党政権で国防長官を務めたウィリアム・ペリー、レオン・パネッタ、チャック・ヘーゲル、ロイド・オースティンや第1次トランプ政権で国防長官を務めたジェームズ・マティスらが、「無謀」だと反発。議会に対し後任人事を承認しないよう求める書簡が提出される事態となっている。同年4月11日に上院本会議にてダン・ケイン退役空軍中将を後任に充てる人事案が賛成60票、反対25票の賛成多数で承認された。